# Crisidia cornuta
Crisidia cornuta är en mossdjursart som först beskrevs av Carl von Linné den yngre 1758.  Crisidia cornuta ingår i släktet Crisidia och familjen Crisiidae. Arten är reproducerande i Sverige. Inga underarter finns listade i Catalogue of Life.